# August Cesarec
August Cesarec (Zagreb, 4. prosinca 1893. − zagrebačka Dotrščina 17. srpnja 1941.), bio je hrvatski književnik, prevoditelj, publicist i politički djelatnik.

## Životopis

### Rani život, školovanje i Prvi svj. rat
August Cesarec rođen je u Zagrebu 1893. godine u obitelji Augusta Cesarca, stolarskog radnika, poznatog starčevićanca, i Kornelije, rođene Senk. Imao je starijeg brata Rudolfa, poznatog hrvatskog matematičara, mlađeg brata Stanka i tri sestre, Štefu, Dragu i Ivku. Između 1900. i 1904. godine pohađao je Kaptolsku nižu dječačku školu. Nakon osnovne škole pohađao je gimnaziju (1904. – 1912.) kada je puno čitao domaće i strane pisce (Silvije Strahimir Kranjčević, Janko Polić Kamov, Émile Zola, Maksim Gorki, Sergej Kravčinski-Stepnjak, Pjotr Aleksejevič Kropotkin i ini). Već kao gimnazijalac pridružio se je socijaldemokratskom pokretu, zbog čega je pod stalnom policijskom paskom i više puta je zatvaran, a 1912. godine uhićen je i optužen za sudioništvo u atentatu na kraljevskog povjerenika Slavka Cuvaja. Osuđen je na 5 godina pa na tri godine robije. Robiju je izdržavao u kaznionici Srijemska Mitrovica. Godine 1914., nakon 21 mjeseca izdržane kazne, zbog oboljenja od tuberkuloze pušten je uvjetno s robije. Nakon toga podnio je molbu za prijem u Socijaldemokratsku stranku, ali molba mu nije prihvaćena s obrazloženjem da se stranka ne bi kompromitirala. Pred kraj 1915. godine bio je mobiliziran i poslan u Kruševac u okupiranoj Srbiji. Nakon sloma Austro-Ugarske u jesen 1918. godine vratio se je u Zagreb. Tu ga je garda Narodnoga vijeća nakratko lišila slobode.

### Kraljevina Jugoslavija
Krajem 1918. godine pristupio je obnovljenoj Socijaldemokratskoj stranci. Opredijelio se je za ljevicu, koja je 1919. godine na Kongresu ujedinjenja u Beogradu osnovala Socijalističku radničku partiju Jugoslavije (komunista), a 1920. godine na Drugom Kongresu u Vukovaru promijenila je ime u KPJ. U novoosnovanoj državi s Miroslavom Krležom pokrenuo je i uređivao 1919. godine časopis Plamen koji u kolovozu iste godine biva zabranjen. U jesen 1922. godine od KPJ je poslan, u svojstvu delegata, na IV. kongres Komunističke internacionale u Moskvu. Nakon Kongresa u Moskvi ostaje pet mjeseci, a na povratku je, na granici, uhićen i potom osuđen na dva mjeseca zatvora. Na vijest o uhićenju i utamničenju Augusta Cesarca listovi Borba i Savremenik traže njegovo puštanje na slobodu a Miroslav Krleža u svom poznatom članku Slučaj Augusta Cesarca u listu Nova Evropa (br. 16, 1923.) diže optužbu protiv tadašnje žalosne situacije u državi.
Miroslav Krleža o Cesarcu i njegovim zatvorima: 
Kao uvjereni antifašist boravio je 1937. godine u Španjolskoj, o čemu je pisao u knjizi Španjolski susreti. Knjiga susreta s ljudima i gradovima.

### Drugi svjetski rat
Za vrijeme NDH zatočen je u Kerestincu odakle je pobjegao u organiziranom bijegu. Nakon strijeljanja Otokara Keršovanija i drugova organiziran je, u noći između 13. i 14. srpnja 1941. godine, bijeg iz Kerestinca. Bijeg nije uspio zbog loše organizacije i svi su preživjeli bjegunci uhvaćeni i odvedeni u podrum zatvora u ulici Račkoga 9. Nekoliko dana nakon toga stavljeni su pred senat pokretnog prijekog suda i zbog pokušaja pobune protiv Državne vlasti osuđeni na smrt. Vjerojatno je pogubljen zajedno s ostalim drugovima u zagrebačkoj Dotrščini 17. srpnja 1941. godine. U njegovoj ćeliji ostao je dramatični zapis na zidu: "Živjela sovjetska Hrvatska!". Šest godina nakon Drugoga svjetskog rata, tijekom preuređenja prostorija u bivšem ustaškom zatvoru u ulici Račkoga 9, pronađen je zapis: "U ovim su prostorijama proživjeli svoje posljednje časove internirani borci iz Kerestinca četrdeset četvorica. Osudu o strijeljanju primili su svi uzdignute glave, jer su znali da umiru za pravednu stvar, za stvar radnog naroda. Živjela sovjetska Hrvatska!". Ekspertizom rukopisa utvrđeno je da je autor zapisa August Cesarec. Fotografija zapisa objavljena je u listu Borba 4. siječnja 1961. godine, ali bez završnog slogana.
Mjesec dana poslije ubijena je Cesarčeva životna družica, liječnica Marija Vinski, Židovka i komunistica.

## Književno stvaralaštvo
Objavljivao je putopise, prevodio Maksima Gorkog, Victora Hugoa i Émilea Zolu. Pisao je mnogim listovima, časopisima i tjednicima kao što su: Plamen (1919.), Istina (1919.), Nova Istina (1919.), Novi svijet (1920.), Komunista (1921.), Borba (1922. – 1924.), Kritika (1922.), Omladinska borba (1923.), Književna republika (1923. – 1925.), Nova Evropa (1923.), Savremenik (1923., 1926. – 1927.), Radnička borba (1924.), Obzor (1925.), Jutarnji list (1925.), Hrvat (1925. – 1926.), Vijenac (1925. – 1928.), Hrvatsko kolo (1927. – 1932.), Zaštita čovjeka (1928. – 1929.), Hrvatska revija (1928. – 1932.), Književnik (1928. – 1933.), Literatura (1931. – 1932.), Savremena stvarnost (1933.), Danas (1934.), Nova riječ (1938. – 1939.) i Izraz (1939. – 1941.). Pisao je i pjesme, novele, romane, drame te studije, članke i polemike o socijalnim, političkim i povijesnim te književnim, psihološkim i drugim problemima.
U početku piše ekspresionistički (njegov roman Bijeli lutalac zasigurno je najveće hrvatsko romansijersko ekspresionističko djelo)[nedostaje izvor], a poslije se sve više priklanja realističkom konceptu književnog oblikovanja. Najznačajniji dio opusa čine mu romani Careva kraljevina, Zlatni mladić i Bjegunci u kojima se bavi moralnom dekadencijom hrvatskoga građanskog društva prije i neposredno nakon Prvoga svjetskog rata. Cesarčevo posljednje za života objavljeno djelo, Sin domovine: životna drama Eugena Kvaternika: u 15 slika s epilogom, drama o Eugenu Kvaterniku, napisana je u duhu slobodarskih težnji hrvatskoga naroda. Cesarčeva Sabrana djela, u dvadeset svezaka, objavljena su u Zagrebu (1982. – 1988.).

### Dvije Cesarčeve pjesme
| Jabučan cvijet | Poslije i prije klanja |
| --- | --- |
| Čitavu noć je, vani kraj trga, cvao bijel jabučan cvijet. Čitavu noć je i u čaški njegovoj, ko u bijelom kaležu, okrugla poput hostije, ležala i sjala zlatna ploča uštapa. Čitavu noć su njegovi ljubičasti prašnici čekali lepira svoga, da ih oplodi u igri nevinoj, i sam ko nevin lepir, u tišini noćnoj spavajuć, ja u spilji sam đavoljoj ležo pod gusarskim teretom žene. I čitavu noć, na sto koraka daleko, moje je tijelo bilo plijenom spilje đavolje i od demona trozubim bičem šibano. O čitavu noć, dok vani je cvao bijel jabučan cvijet, ja u spilji sam đavoljoj ležo pod gusarskim teretom žene. To nisam bio ja; ne, ne, u duši je mojoj također cvao bijel jabučan cvijet i strujala tiha čežnja za srećom čišćom, uznesenijom. To nisam bio ja, neko drugi; – no drugi taj, nije li i opet ležo u spilji đavoljoj, bičevan trozubim bičem strasti, pod gusarskim teretom žene. O, kako sam amo pao, u spilju ovu đavolju, u kojoj je prije mene crna gostoprimka moja sedamnaest gosti u svatove plaćeničke primila? Čitavu, čitavu noć, demoni su trozubim bičem tijelo moje šibali, i triput pavši, strasti su moje ko pijetli zlovijesni, tri puta ponosu mome objavili do očajanja tešku izdaju! Konačno, konačno sam izašo, a vani bilo je jutro. Raskošno proljetno jutro, s cestama od mlijeka, šumama od patine, nebom od svile, s mjesecom ko načehnuta već malo čahura svilčeva, sa suncem, tek izašlim nad brdom ko velik rumen cvijet. Sve je bilo još netaknuto, čisto, a u toj čistoći, odkud se pojavih ja? Slomljen, ojađen, u sebestidu, sebi samome tek sjena, ja potuljen se vukoh uz ograde ko zlotvor. A tad, odjednom, stadoh: preda mnom se ko bokor bijel, ogroman, zaoblilo u cvatu stablo jabuke. I šta mi je bilo, zašto? – o da! – i ko u znak otkupljenja ja uzeh jedan cvijet, bijel cvijet jabučan. No ni tren još nije prošo, a tri su mi latice pale, iz ruke, još teškim kalom prljave. Tri su latice pale – i malo mi ne udariše suze: o, kad bi bar i tri pada moja u spilji đavoljoj, tri pada bila bijelih latica cvijeta jabučnog! August Cesarec, Hrvatska revija, 1928. | Mi nijesmo krivi što časi su loši i huljâ što ima na snope, mi nijesmo dužni svirati dude, – Kako bi gazde s Dunava htjeli, – kako bi forum htio Evrope. Življasmo nekoć ko ovnovi dobri, bojeć se pruta gladnog pastira, ne znasmo vrijeme, ljudski koledar. – Vrijeme je teklo. Gledasmo tupo kako u dude pastir to svira. S prutom kraj sebe sviro je pastir, dok nijesu na nas vukovi pali; bleknusmo tužno, skunjivši glave pusteć se klati. A vukovi prosti srećno su, vješto, voljko nas klali. Mnogo nas osta, a kosti pastira ležahu na tlu tvrdog kraj pruta; smijali su se vukovi siti nama, pastiru, bezbrižnoj svirci: "Svirajte, dragi, još nekol'ko puta!" To nama bi dosta. Pljunusmo na se, ovnove tupe. Idejna braća stisnusmo pjesti, znojne od snage, prezrevši dude, digosmo prute bombom se, miškom, krvarenje vraća. Vrijeme je tako, to drukčije ne ide, mi sasma nove slijedimo stope: Ideja naša živi od krvi ... – eto nek znadu dunavski vuci – eto nek znade forum Evrope. August Cesarec, Zagreb, Sudbeni stol, 21. IX. 1912. |

## Djela
- Đački pokret, Tiskara V. Novotni, Zagreb, 1912. (pod pseudonimom Budislav Mirković)
- Stihovi, Naklada Jug, Zagreb, 1919.
- Sudite me!: ispovijest siromaka, Tipografija, Zagreb, 1925.
- Careva kraljevina: roman o nama kakovi smo bili, Nakladna knjižara Vinka Vošickoga, Koprivnica, 1925.
- Stjepan Radić i republika. Prilog našoj političkoj historiji, Tisak Jugoslovenskog novinskog d. d. Zagreb, Zagreb, 1925.
- Za novim putem: novele, Matica hrvatska, Zagreb, 1926.
- Zlatni mladić i njegove žrtve: roman o svijetu na stramputici, Izdanje Nakladne knjižare Vinka Vošickog, Koprivnica, 1928.
- Tonkina jedina ljubav, Knjižara Merkantile, Zagreb, 1931.
- Psihoanaliza i individualna psihologija, vl. naklada, Zagreb, 1932.
- Bjegunci: roman, Minerva, Zagreb, 1933.
- Današnja Rusija, Naučna biblioteka, Zagreb, 1937. (pod pseudonimom Vuk Korneli)
- Španjolski susreti. Knjiga susreta s ljudima i gradovima, Hrvatska radnička knjižara, Toronto, 1938.
- Izraelov izlazak i druge legende, Hrvatska naklada, Zagreb, 1938.
- Novele, Osvit, Zagreb, 1939.
- Po Uralu i Kavkazu po Volgi i Dnjepru, Hrvatska napredna tiskara, Pittsburgh, 1939.
- Putovanje po Sovjetskom Savezu. Na Uralu i na Volgi, Zagreb, 1940.
- Kod sovjetskih malih naroda. Iz ciklusa "Putovanja po Sovjetskom Savezu", Naklada Knjižare A. Ćelap, Zagreb, 1940.
- Na Ukrajini: iz ciklusa "Putovanja po Sovjetskom Savezu", Hrvatska naklada, Zagreb, 1940.
- Sin domovine: životna drama Eugena Kvaternika: u 15 slika s epilogom, Naklada Knjižare A. Ćelap, Zagreb, 1940. (prijetisak, Dom i svijet, Zagreb, 1997.)

### Ostalo
Novela Škrinjarkin dom vanbračne djece uvrštena mu je u biblioteku: 
- 1000 najljepših novela: (1000 svjetskih pisaca) / ur. Ljubo Wiesner, Tiskara Merkantile (Gj. Jutriša i drugovi), Zagreb, [1929?]-[1938?]
  - Sv. 25-27: Zapis o darovima moje rođake Marije / Momčilo Nastasijević. Petar Kobula / Anton Novačan. Škrinjarkin dom vanbračne djece / August Cesarec. Mamaj / Evgenij J. Zamjatin., Slovo, Zagreb, [1931?][7]

### Posmrtno
- Izabrana djela Augusta Cesarca, I-XII, (I-VI, Nakladni zavod Hrvatske; VII-XII, Zora, knj. I. Careva kraljevina: roman o nama kakvi smo bili, 1946.; knj. II. Za novim putem: novele, 1946.; knj. III. Smijeh Jude Iškarijota: novele, 1946.; knj. IV. Tonkina jedina ljubav: novele, 1946.; knj. V. Zlatni mladić i njegove žrtve, 1947.; knj. VI. Put u novi život: novele, 1947.; knj. VII. Bjegunci, 1950.; knj. VIII. Legende i druge pripovijesti, 1951.;  knj. IX. Kći crne ruke ; Ćuk u njenome duplju, 1951.; knj. X. Majka božja bistrička, 1955.; knj. XI. Španjolski susreti: knjiga susreta s ljudima i gradovima, 1961.; knj. XII. Putovanje po Sovjetskom Savezu, 1964.), Zagreb, 1946. – 1964.
- Hobotnica, Biblioteka Izabranih pripovijetki ; kolo 1 ; sv. 2, Novo pokoljenje, Zagreb, 1947.
- U katakombi, Mala biblioteka, knj. 19, Prosveta, Beograd, 1948.
- Slučaj kolportera Ferića, Državno izdavačko poduzeće Hrvatske, Zagreb, 1949. (urednik Gustav Krklec)
- Kriza stranke prava i naši "komunari" 1871., Mala historijska knjižnica, br. 1, Školska knjiga, Zagreb, 1951.
- Iz svijeta potlačenih: (pripovijesti i članci), prir. i pog. napisao Vice Zaninović, Glas rada, Zagreb, 1951.
- Izabrane pjesme, izbor i pogovor Ladislav Žimbrek, Matica hrvatska, Zagreb, 1961.
- Izbor, prir. Božo Milačić, Školska biblioteka ; 49, Svjetlost, Sarajevo, 1961.
- Izbor članaka, izbor, nap., pred. i pog. Nusret Seferović, Kultura, Beograd, 1962.
- Svjetlost u mraku: publicistički radovi i članci Augusta Cesarca, prir. Jure Kaštelan, Novinarska i publicistička biblioteka, Stvarnost, Zagreb, 1963.
- Na posljednjim tračnicama, Biblioteka Jelen, sv. 43, Mladost, Zagreb, 1963.
- Izabrana djela, Srpski i hrvatski pisci XX. veka. (Kolo 1. Sv. 6. Knj. 1: Careva kraljevina. Roman o nama kakvi smo bili. Izbor i napomene: Marin Franičević i Marijan Matković; Kolo 1, sv. 7, knj. 2: Eseji i putopisi. Izbor i napomene: Marin Franičević i Marijan Matković), Prosveta, Beograd-Naprijed, Zagreb-Svjetlost, Sarajevo, 1964.
- Tri novele, Dobra knjiga. Lektira za VIII razred osnovne škole, Školska knjiga, Zagreb, 1964. (2. izd. 1966., 3. izd. 1969.)
- Otkriće. Tragedija u tornju i gledana kroz toranj jedne vile), Krčma "Široko grlo". Misterij zvona na groblju (Drama), Legenda o zvonu na groblju. Fragment, Zagreb, 1965. (Rad JAZU. Knjiga 342.)
- Zlatni mladić i njegove žrtve: roman o svijetu na stranputici, Biblioteka Znamen, Nolit, Beograd, 1965.
- August Cesarec, I: pjesme, novele, zapisi, eseji i putopisi, Pet stoljeća hrvatske književnosti, knj. 96, Matica hrvatska-Zora, Zagreb, 1966.
- August Cesarec, II: Tonkina jedina ljubav. Zlatni mladić. Sin domovine, Pet stoljeća hrvatske književnosti, knj. 97, Matica hrvatska-Zora, Zagreb, 1966.
- Brodolom obitelji Rožman. Novele, Prosveta, Beograd, 1968.
- Djela Augusta Cesarca (sv. 4. Rasprave, članci, polemike: nacionani, socijalni i kulturni problemi Jugoslavije, 1971.; sv. 8. Za novim putem ; Sudite me: pripovijesti i novele, 1970.; sv. 9. Careva kraljevina: roman o nama kakvi smo bili, prir. Vladimir Popović, 1972.; sv. 11. Zlatni mladić i njegove žrtve: roman o svijetu na stranputici, 1970.; sv. 12. Tonkina jedina ljubav: pripovijesti i novele, 1970.; sv. 13. Izraelov izlazak i druge legende, prir. Vice Zaninović, 1972.; sv. 14. Bjegunci, prir. Vice Zaninović, 1972.; sv. 18. Novele i pripovijesti, 1972.), Zora, Zagreb, 1972.[8]
- Krčma "Široko grlo", Dramska biblioteka / Prosvjetni sabor Hrvatske ; knj. 10, prir. Nasko Frndić, Prosvjetni sabor Hrvatske, Zagreb, 1973.
- Novele, Biblioteka Jelen, Mladost, Zagreb, 1973.
- Izabrane pripovijesti / August Cesarec, Mihovil Pavlek-Miškina, prir. i pog. napisao Miroslav Vaupotić, Knjižnica Matija Gubec, Spektar-Partizanska knjiga, Zagreb-Ljubljana, 1974.
- Zlatni mladić i njegove žrtve: roman o svijetu na stranputici, prir. Vice Zaninović, Biblioteka Dobra knjiga, Školska knjiga, Zagreb, 1974. (2. izd. 1980.)
- Novele, Biblioteka Zlatno slovo, Mladost, Zagreb, 1978.
- Zlatni mladić i njegove žrtve: roman o svijetu na stranputici, prir. i pog. popratio Vice Zaninović, Rotulus. Lektira, Grafički zavod Hrvatske, Zagreb, 1982.
- Bijeli lutalac: java i sanja o bijelom geniju, August Cesarec, Zagreb, 1982.
- Sabrana djela Augusta Cesarca, 1-20, (sv. 1. Prvi koraci, 1988.; sv. 2. Bijeli lutalac ; Krist i Juda: iz ostavštine, 1982.; sv. 3. Pjesme, 1982.; sv. 5. Za novim putem ; Sudite me: pripovijesti i novele, 1982.; sv. 6. Majka Božja Bistrička: iz ostavštine, 1986.; sv. 7. Careva kraljevina, 1982.; sv. 9. Zlatni mladić, 1986.; sv. 10. Tonkina jedina ljubav: pripovijesti i novele, 1986.; sv. 11. Izraelov izlazak i druge legende, 1986.; sv. 12. Bjegunci, 1982.; sv. 13. Novele i pripovijesti, 1986.; sv. 14. Španjolski susreti i druga putopisna proza, 1986.; sv. 15., sv. 16. Rasprave, članci, polemike: društveni i kulturni problemi Jugoslavije: (1918-1925), 1986.; sv. 18. Današnja Rusija i drugi putopisi po Sovjetskom Savezu, 1982.; sv. 19. Evropa uoči rata, 1982.; sv. 20. Iz nauke i književnosti: rasprave i članci, 1982.), Mladost, Zagreb, 1982. – 1988.
- Pripovijetke, Biblioteka Ars. Lektira, "Veselin Masleša", Sarajevo, 1983.
- Tonkina jedina ljubav ; Sin domovine, Biblioteka Croatica: hrvatska književnost u 100 knjiga ; kolo 1 ; knj. 16, Riječ, Vinkovci, 1997.
- Tonkina jedina ljubav ; Sin domovine: životna drama Eugena Kvaternika, Divič, Zagreb, 1997. ( 2. izd. 2001.)
- Sin domovine: životna drama Eugena Kvaternika, prir. Tomislav Sabljak, Dom i svijet, Zagreb, 2004.
- Izabrana djela, 2 sv. Stoljeća hrvatske književnosti, knj. 125, knj. 126, prir. Milan Mirić,  Matica hrvatska, Zagreb, 2014. – 2015.
- Književni i politički eseji, ur. Antun Pavešković, Mala knjižnica Društva hrvatskih književnika, knj. 215, Društvo hrvatskih književnika, Zagreb, 2018.

### Prijevodi
- Charles De Coster, Legenda o Ulenšpigelu i Lamu Gudzaku, Svjetski klasici ; knj. 1-2, Nakladni zavod Hrvatske, Zagreb, 1945.
- Charles De Coster, Legenda o Ulenšpigelu i Lamu Gudzaku, Biblioteka Vijenac ; knj. 16/I, 16/II, Nakladni zavod Matice hrvatske, Zagreb, 1983.

## Spomen
- Mnoge škole i ulice u gradovima i mjestima u Hrvatskoj nazvane su po njemu.
- U Osijeku mu je 1974. godine postavljen spomenik (Šetač) na Trgu slobode. Autor spomenika osječki je akademski kipar Stjepan Gračan.[9]
- U Zagrebu, u Ferenščici II 9a (OŠ Augusta Cesarca), postavljeno mu je poprsje 1974. godine. Rad Krune Bošnjaka,[10]
- U Zagrebu, u Tkalčićevoj, postavljeno mu je poprsje 1979. godine. Rad Stjepana Gračana.[10]

## Nagrade
- 1939/1940.: Demetrova nagrada, za dramu Sin domovine.

## Galerija
- Prva stranica Cesarčeva tjednika Zaštita čovjeka, god. I., br. 2, 9. kolovoza 1928. godine.
- August Cesarec u vrijeme španjolskoga građanskoga rata s jugoslavenskim dragovoljcima, Albacete 1937. godine. Sjedi, drugi s desna.
- Fotografija zapisa sa zida u bivšem ustaškom zatvoru u ulici Račkoga 9.
- Spomenik Augustu Cesarcu (Šetač) na Trgu slobode u Osijeku (visok 2 metra).

## Vanjske poveznice
- August Cesarec: Sin domovine: životna drama Eugena Kvaternika: u 15 slika s epilogom  Arhivirana inačica izvorne stranice od 25. lipnja 2023. (Wayback Machine)
- August Cesarec: Tonkina jedina ljubav  Arhivirana inačica izvorne stranice od 13. veljače 2021. (Wayback Machine)
- M.M., Ljetopis i bibliografija Augusta Cesarca - Matica hrvatska  Arhivirana inačica izvorne stranice od 27. lipnja 2020. (Wayback Machine)